# Barragem de Cerro do Lobo
A barragem de Cerro do Lobo localiza-se no concelho de Almodôvar, distrito de Beja, Portugal. Situa-se no barranco das Lages. A barragem foi projectada em 1993 e entrou em funcionamento em 1993. A barragem de Cerro do Lobo e uma barragem de rejeitados da Mina de Neves-Corvo.

## Barragem
É uma barragem de aterro. Possui uma altura de 36,5 m acima da fundação (36 m acima do terreno natural) e um comprimento de coroamento de 1010 m. O volume da barragem é de 873.000 m³. Possui uma capacidade de descarga máxima de 0,69 (descarga de fundo) + 8,42 (descarregador de cheias) m³/s.

## Albufeira
A albufeira da barragem apresenta uma superfície inundável ao NPA (Nível Pleno de Armazenamento) de 1,5 km² e tem uma capacidade total de 15,5 Mio. m³. As cotas de água na albufeira são: NPA de 250,5 metros, NMC (Nível Máximo de Cheia) de 250,84 metros e NME (Nível Mínimo de Exploração) de ... metros.